# Avalanche Express
Pour plus de détails, voir Fiche technique et Distribution.
Avalanche Express est un film d'espionnage irlandais de 1979. Il fut réalisé en grande partie par Mark Robson, qui mourut d'une crise cardiaque en juin 1978 avant la fin du tournage et fut alors remplacé par Monte Hellman pour une scène non tournée.
Robert Shaw, l'acteur principal, décéda de la même manière avant la post synchronisation du film ; sa voix fut doublée par un inconnu qui, par hommage envers Robert Shaw, refusa ses émoluments.

## Synopsis
Le général russe Marenkov décide de passer à l'ouest. Il sera aidé dans cette tentative par l'agent secret Wargrave. Vu l'importance de sa fonction dans l'Union soviétique, les agents moscovites dont l'agent Bunin feront tout pour l'éliminer y compris en déclenchant des avalanches sur le trajet de son train.

## Fiche technique
- Réalisation : Mark Robson jusqu'en 1978, puis Monte Hellman
- Scénario : Abraham Polonsky d'après le roman de Colin Forbes
- Pays de production : Royaume-Uni
- Dates de sortie : 
  - France : 11 juillet 1979
  - États-Unis : 19 octobre 1979

## Distribution
- Lee Marvin (VF : Henry Djanik) : le colonel Harry Wargrave
- Robert Shaw (VF : Marc de Georgi) : le général Marenkov
- Linda Evans (VF : Anne Kerylen) : Elsa Lang
- Maximilian Schell (VF : Jean-Claude Michel) : le colonel Nikolai Bunin
- Joe Namath (VF : Daniel Gall) : Leroy
- Horst Bucholz : Scholten
- Mike Connors (VF : Pierre Hatet) : Haller
- Claudio Cassinelli (VF : Michel Derain) : le colonel Molinari
- Kristina Nel (VF : Sylviane Margollé) : Helga Mann
- David Hess (VF : Joël Martineau) : Geiger
- Günter Meissner (VF : Claude Joseph) : Rudi Muehler
- Sylvia Langova (VF : Paule Emanuele) : Olga
- Vladets Shebal (VF : Michel Bardinet) : Zannbin
- Maximilian Wolters (VF : Pierre Marteville) : l'officier suisse